# إستيبان باتيستا
إستيبان باتيستا (بالإسبانية: Esteban Batista) مواليد 2 سبتمبر 1983 في مونتيفيديو، هو لاعب كرة سلة أوروغوياني بدأ مسيرته الاحترافية في سنة 2001 ويحمل الرقم 15. يبلغ طوله 6 قدم 10 بوصة (2.1 م).

## فرق لعب لها
- بوزويلو دي الاركون
- ناسيونال مونتيفيديو
- أتلانتا هوكس
- مكابي تل أبيب لكرة السلة
- ليبرتاد دي سونتشاليس

## روابط خارجية
- إستيبان باتيستا على موقع الدوري الأوروبي لكرة السلة (الإنجليزية)
- إستيبان باتيستا على موقع إن بي أي (الإنجليزية)
- إستيبان باتيستا على موقع سبورتس رفرنس (الإنجليزية)
- إستيبان باتيستا على موقع الدوري الإسباني لكرة السلة (الإسبانية)
- إستيبان باتيستا على موقع كرة السلة الأوروبية.كوم (الإنجليزية)
- إستيبان باتيستا على موقع إي إس بي إن.كوم (الإنجليزية)
- إستيبان باتيستا على موقع ريلجم (الإنجليزية)
- إستيبان باتيستا على موقع بروبوليرز (الإنجليزية)
- إستيبان باتيستا على موقع سبورتس رفرنس (الإنجليزية)